# 揖斐川町立長瀬小学校
揖斐川町立長瀬小学校 （いびがわちょうりつ　ながせしょうがっこう）は、かつて岐阜県揖斐郡揖斐川町に存在した公立小学校。

## 概要
- 旧・揖斐郡谷汲村北東部（旧・揖斐郡長瀬村）の小学校であった。
- 校舎は2019年3月まで西濃学園長瀬校として使用されていた。また、体育館は旧長瀬小学校体育館として、避難場所等に使用されている。

## 沿革
- 1873年（明治6年） - 
  - 馨香義校が開校。校区は上長瀬村、下長瀬村、府内村、赤石村。
  - 成道義校が開校。校区は高科村、岐礼村。
- 1875年（明治8年） - 
  - 上長瀬村、下長瀬村、府内村、赤石村が合併し、長瀬村が発足。
  - 馨香義校が長瀬学校、成道義校が岐礼学校に改称する。
- 1879年（明治12年） - 長瀬村、神海村、木知原村と組合を結成。長瀬村に3村の組合立小学校がつくられる。
- 1880年（明治13年） - 組合が解散。長瀬学校となる。
- 1886年（明治19年） - 岐礼学校が岐礼簡易科小学校に改称する。
- 1887年（明治20年） - 長瀬学校が長瀬簡易科小学校に改称する。
- 1892年（明治25年） - 長瀬簡易科小学校に岐礼簡易科小学校が統合される。岐礼分教場を設置。
- 1893年（明治26年） - 長瀬尋常小学校に改称する。
- 1895年（明治28年） - 岐礼分教場が廃止。
- 1897年（明治30年）4月1日 - 長瀬村、高科村、岐礼村が合併し、長瀬村となる。
- 1902年（明治35年） - 長瀬尋常高等小学校に改称する。
- 1941年（昭和16年）4月1日 - 長瀬国民学校に改称。
- 1947年（昭和22年）4月1日 - 長瀬村立長瀬小学校に改称。
- 1956年（昭和31年）9月1日 - 谷汲村と長瀬村が合併し、谷汲村となる。同時に谷汲村立長瀬小学校に改称する。
- 2005年（平成17年）1月31日 - 揖斐川町、谷汲村、春日村、久瀬村、藤橋村、坂内村と合併し、揖斐川町となる。同時に揖斐川町立長瀬小学校に改称する。
- 2007年（平成19年）3月 - 谷汲小学校と統合し、谷汲小学校新設により廃校。